# 聴導犬
聴導犬（ちょうどうけん）とは、聴覚障害者の生活を安全で安心できるものにするために、生活で必要な音をタッチして教え、音源に導く身体障害者補助犬のこと。

## 概要
聴導犬の役割は、火災報知機などの警報、玄関のブザーや電話などの呼び出し音、目覚まし時計の音などを聞き分ける。音の種類によって飼い主への合図を変えることによって、必要な情報を飼い主に正確に伝える。また必要に応じてそれら音の発する方向へ誘導を行う。特に、警報音では、眠っている飼い主を起こし、避難を促すなど、命を守る働きをする。
世界最大で最多を誇る英国聴導犬協会およびアメリカ最大の聴導犬育成団体であるDogs for Deafでも、犬種は雑種が主であり、捨てられた犬からの動物福祉をもうひとつの使命としている。適性があれば、雑種でも純血犬でも認められる。
聴導犬の身につけるケープの色は、オレンジ色または黄色になるが、英国聴導犬協会ではエンジ色を着用している。

## 聴導犬の歴史
聴導犬の誕生は1966年、アメリカのミシガン州デトロイトに住む家族が、聴覚障害者である娘のリンダのために飼った一匹のジャーマンシェパード犬スキッピーから始まる。スキッピーが生後4ヶ月のとき、ドアベルの音が鳴ったことをリンダに教える動作をするようになったことから、両親がアメリカンケネルクラブに訓練を依頼、その試みは成功し、1968年には盲導犬と同様の税控除を自治体から受けることができるようになり、公的に認められるようになった。
その後アメリカでは1973年以降、組織的な聴導犬育成プログラムがいくつも設立され普及が進み、2011年6月現在で、推計約6000頭の聴導犬が誕生した。イギリスでは1982年より聴導犬の育成が始まり、2011年6月現在で1500頭以上の聴導犬が誕生した。
日本では国際障害者年の1981年に日本小動物獣医師会の呼びかけにより聴導犬普及委員会が設けられ、モデル犬の訓練をオールドッグセンターに依頼。1983年には聴導犬第1号としてシェルティ犬のロッキーが誕生、翌年には第2号のドラゴンが誕生し、聴覚障害者のいる家庭に無料で貸与されたのが始まりで、2011年6月現在で約60頭の聴導犬が誕生した。

## 日本の状況
2021年4月1日現在、日本国内の聴導犬の実働数は63頭。盲導犬に比べまだまだ不足している状況である（潜在する聴導犬希望者は、1万人いるという推測がある）。
また、聴導犬も、身体障害者補助犬法の適用を受けており、公共機関だけでなくてデパートやスーパー、ホテルなどでは、受け入れを拒むことは禁止されているが、盲導犬同様、受け入れを拒否する事例がある。中には、阪急百貨店に入居しているテナントの飲食店において、法律に無理解な従業員が、自分の判断で入店を拒否したケースもある。

### 聴導犬の育成
聴導犬の育成団体は10団体、認定試験が行える厚生労働省指定の法人団体は「公益財団法人 日本補助犬協会」「社会福祉法人 横浜市リハビリテーションセンター」「社会福祉法人 日本介助犬福祉協会」「社会福祉法人 日本聴導犬協会」「社会福祉法人 兵庫県社会福祉事業団」「社会福祉法人 名古屋市総合リハビリテーションセンター」の6団体がある。
2008年現在、指定されたリハビリテーションセンター以外で、聴導犬の認定試験ができる補助犬育成団体は、内閣総理大臣が認定する公益財団法人「日本補助犬協会」と、厚生労働大臣が指定する社会福祉法人「日本聴導犬協会」だけである。
国際的に見ても、身体障害者補助犬の訓練と認定は、ユーザーとなる障害者のニーズと犬の習性を周知している補助犬育成団体内で行われることで、補助犬ユーザーへの責任の所在が明確になると言われている。その根拠として、日本での盲導犬認定は、盲導犬育成団体内で行われている。聴導犬育成団体内での認定においても「身体障害者補助犬法」により、訓練士のほかに、医師（特に耳鼻科医）、言語聴覚士などの専門家の連動が義務付けられている。また、障害者相談員などの「当事者」認定委員を含めることで、「当事者」のニーズを把握した上での厳密な認定試験が行われている。脳梗塞などの中途失聴による言語回復が望まれる者以外、たとえば先天性聴覚障がい者とリハビリテーションセンターとの関係はもともと薄いと言われ、リハ医よりも、各地の耳鼻科医との連携が望まれている。
厚生労働大臣指定法人は、わずか6箇所しかなく、4つのリハビリテーションセンター（横浜、千葉、兵庫、名古屋）と、補助犬育成団体では2団体（長野(聴導犬と介助犬の認定)、山梨（介助犬のみ））が指定されているだけで、盲導犬育成団体のように補助犬育成団体が認定団体となることを望む補助犬ユーザーの声もある。
上記のリハビリテーションセンターでは4箇所が介助犬訓練所、3箇所が聴導犬訓練所として、厚生労働省に届出をしている。現実に施設内での合同訓練を行っているリハビリテーションセンターもあり、補助犬育成団体での認定と共に、客観的な認定を行うことが義務付けられている。
聴導犬の育成について、一例としては、聴導犬候補の子犬（主に捨てられた犬たちの適性を見て、保健所などの協力を得て選ばれる）をソーシャライザーと呼ばれる子犬育てのボランティア宅で、人間を仲間とし信頼できるように愛情をもって育て、毎月の講習会に参加しながら聴導犬として育てる仕組みがある。
他に、ユニークな試みとしては、公益財団法人日本補助犬協会が、引きこもりの若者に子犬を育ててもらうことによって聴導犬の育成と若者の自立支援を狙った「あすなろ学校」といった例がある。聴導犬の育成に拍車をかけるため、日本聴導犬協会では、日本で最大規模の聴導犬・介助犬訓練施設（650坪）を2008年8月末に竣工。その施設を活用して、2009年2月より「日本聴導犬・介助犬訓練士学院」（学院長・信州大学元学長 森本尚武）を開校し、後進の育成も図る。

### 日本の著名な聴導犬
日本では2002年に身体障害者補助犬法が施行される以前は、盲導犬と違って、聴導犬・介助犬は乗車テストを受けなければ公共交通機関の利用が認められていなかった。日本で最初に公共交通機関（JR西日本）の同伴試験に合格した聴導犬は2001年の「みかん」で、航空3社の搭乗試験に合格したのは2001年の聴導犬「かよ」である。また補助犬法施行後に初めて認定試験制度に合格したのは2003年の聴導犬「美音（みお）」である。日本で初めてのタンデム（1頭の補助犬を夫婦など2人で活用する）聴導犬は、聴導犬「しん」（大阪）。

### その他
日本で最初のADI（国際アシスタントドッグ協会）国際認定「聴導犬および介助犬インストラクター」は、有馬もと（日本聴導犬協会）。

## 聴導犬を扱ったノンフィクション・絵本
- 『聴導犬シンディ誕生物語』（パトリシア・カーチス／小学館／1998年）
- 『聴導犬捨て犬コータ - あなたの「耳」になりたい!』（桑原崇寿／ハート出版／1998年／第2230回日本図書館協会選定図書）
- 『聴導犬ものがたり - 捨て犬みかんとポチ』（有馬もと／MAYUMI(写真)／佼成出版社／2000年）
- 『教えてもっと、美しい音を - 聴導犬・美音と過ごす幸せな日々』（松本江理／アーティストハウスパブリッシャーズ／2003年）
  - 『聴導犬・美音と過ごす幸せな日々』（松本江理／角川文庫／2006年）
- 『わたしは心を伝える犬 - ゆんみの聴導犬サミー』（ゆんみ／ハート出版／2005年）
- 『聴導犬ロッキー - 犬の訓練ひとすじ、藤井多嘉史ものがたり』（桑原崇寿／日高康志(画)／ハート出版／2006年）
- 『犬たちがくれた音 - 聴導犬誕生物語』（高橋うらら／MAYUMI(写真)／金の星社・フォア文庫／2015年）
- 『聴導犬のなみだ - 良きパートナーとの感動の物語』（野中圭一郎／プレジデント社／2017年）
- 『聴導犬くんれん生 ふく』（鈴木びんこ／新日本出版社／2017年）
- 『聴導犬こんちゃんがくれた勇気 - 難病のパートナーを支えて』（高橋うらら／岩崎書店／2018年）

## 関連文献
- 『聴導犬 - 社会でかつやくするイヌたち』（こどもくらぶ／田中ひろし(監修)／鈴木出版／2002年）
- 『はたらく犬 第1巻 盲導犬・聴導犬 - 安全をいつも確認する犬たち』（日本補助犬協会(監修)／学研プラス／2004年）
- 『しらべよう!はたらく犬たち 第1巻 盲導犬・聴導犬・介助犬』（日本盲導犬協会／ポプラ社／2010年）
- 『新・はたらく犬とかかわる人たち 第1巻 福祉でがんばる! 盲導犬・聴導犬・介助犬 』（こどもくらぶ(編)／あすなろ書房／2018年）
- 『調べよう!バリアフリーと福祉用具 第4巻 手話・聴導犬 ほか - 「聞く」をたすける』（渡辺崇史(監修)／ポプラ社／2019年）
- 『はたらく犬たち 盲導犬・聴導犬・セラピードッグ ほか』（アルバ(編)／金の星社／2019年）